# (25594) Kessler
(25594) Kessler (1999 YA9) – planetoida z pasa głównego asteroid okrążająca Słońce w ciągu 5,14 lat w średniej odległości 2,98 j.a. Odkryta 29 grudnia 1999 roku.